# Базилика Святой Сабины на Авентинском холме
Базилика Святой Сабины на Авентинском холме или Санта-Сабина-аль_Авентино (итал. Santa Sabina all’Aventino) — историческая церковь, расположенная на вершине Авентинского холма в Риме. Это титульная малая базилика (Minor Basilica) и материнская церковь Римско-католического Ордена проповедников, более известного как доминиканцы.
Изначально освящена в честь святых Сабины и Серапии. Церковь находится высоко над Тибром на севере и Большим цирком (Circo Massimo) на востоке. Рядом с храмом — небольшой собственный «Апельсиновый сад» (Giardino degli aranci) с террасой, откуда открывается впечатляющий вид на Вечный город. Поблизости, на этом же холме, на Пьяцца деи Кавальери, расположена резиденция ордена Мальтийских рыцарей.

## История
Церковь была построена Петром Иллирийским, далматинским священником, между 422 и 432 годами рядом с остатками античного храма Юноны Регины на Авентинском холме. Церковь возвели на фундаментах древнеримских домов периода Империи, один из которых, по христианской традиции, принадлежал Сабине, римской матроне, родом из Авеццано в области Абруцци в Италии. Сабина была обращена в христианство своей служанкой, рабыней Серапией, которую за приверженность христианской вере забили палками, а затем обезглавили. Её тело было погребено Сабиной в их семейном склепе в городе Виндена (Vindena; Умбрия). Сабина также была обвинена в исповедании христианства префектом Элпидием, после чего была мученически убита в 125 году. В 430 году останки Сабины были перенесены на Авентин, где в её честь заложили церковь, освящённую в честь обеих мучениц: Сабины и Серапии. Праздник Святой Сабины отмечается 29 августа.
Ныне существующая базилика построена в 422—432 годах и представляет классический тип позднеримской базилики с одним просторным нефом, низкими боковыми, большими окнами над боковыми нефами, плоским «подшивным» потолком и полукруглой апсидой. В IX веке церковь была включена в зону укреплений Авентинского холма. Интерьер базилики V века был реставрирован дважды: архитекторами Доменико Фонтана в 1587 году и Франческо Борромини в 1643 году.
Кампанила (колокольня) была пристроена в X веке и несколько изменена в эпоху барокко.
Церковь была местом проведения папского конклава в 1287 году, прерванного эпидемией «лихорадки». Лишь в следующем году кардиналы избрали Папой доминиканца Николая IV.
Папа Гонорий III утвердил в 1216 году устав Ордена проповедников, ныне широко известных как доминиканцы. В 1220 году Гонорий III пригласил Доминика, основателя Ордена, поселиться при церкви Санта-Сабина. Официальное основание доминиканского монастыря в Санта-Сабине с монастырской школой (studium conventuale), первым учебным заведением доминиканцев в Риме, произошло вместе с юридической передачей собственности монастыря и базилики от Гонория III Ордену проповедников 5 июня 1222 года. В 1265 году управляющим монастырской школы в Санта-Сабине (maestro reggente allo studium conventuale di Santa Sabina) был назначен Фома Аквинский.
Во время Второй войны за независимость Италии, изгнания французов из Рима в 1870 году церковь использовали для размещения военного госпиталя. После этого итальянский архитектор и историк искусства Антонио Муньоц восстановил средневековый облик базилики, убрав многие позднейшие пристройки.

## Архитектура церкви
Санта-Сабина — старейшая из римских базилик, сохранившая свой первоначальный облик: прямоугольный план, простые кирпичные стены, большие арочные окна с частыми переплётами, забранными пластинами селенита, а не стекла. В целом всё выглядит также как в V веке. Это образ, представляющий собой переходную форму от древнеримской базилики к христианской.
Такой образ не искажают портик, пристроенный к западной стене церкви в XV веке, и портики атриума с южной стороны. Центральный неф отделён от боковых двумя рядами двадцати четырёх колонн из проконнесского мрамора с капителями коринфского ордера взятыми из Храма Юноны. На капители опираются арки без архитрава. В центре нефа перед хором (schola cantorum) в пол врезана могильная плита «главного мастера ордена Доминика», скончавшегося в 1300 году.
Уникален хор (сhorus cantorum) в восточной части главного нефа с мраморными плитами, украшенными резьбой с раннехристианскими символами, мозаичным полом и канторией, датируемыми IX веком.
Раннехристианская мозаика конхи апсиды V века была заменена в 1559 году сходной по иконографии фреской работы маньериста Таддео Цуккаро. Композиция, вероятно, осталась неизменной: Христос в окружении святых на фоне Рая.
Внутренние кельи доминиканского монастыря мало изменились с первых дней существования Ордена проповедников. Однако келья Святого Доминика была расширена и превращена в капеллу. Сохранился рефекторий (трапезная), в которой обедал Святой Фома Аквинский, когда жил в Риме.
Двери Санта-Сабины
Самое знаменитое произведение раннехристианского искусства в Риме связано с церковью Санта-Сабина. Это резные северные двери западной стены церкви сделанные из кипарисового дерева в 430—432 годах, хотя, очевидно, что двери не были созданы именно для этого дверного проема. Из-за тесной композиции панелей и тонкой внешней рамы вполне вероятно, что двери изначально были больше, а затем обрезаны, чтобы вписать их в имеющийся проём. Возможно, что створки дверей были созданы для другого римского здания с большими размерами дверного проема, но затем были перенесены в церковь Санта-Сабина.
Двери вначале имели 28 резных панелей. Из них 10 утрачены. Сохранилось 18 деревянных панелей, на всех, кроме одной, изображены сцены из Ветхого и Нового Завета. Наиболее известным среди них является одно из самых ранних изображений Распятия Христа (крайняя верхняя панель слева), на которой Христос и два разбойника изображены без крестов: в раннехристианское время крест распятия считался символом позорной, унизительной казни и его изображений старались избегать. Другие композиции также служат предметом тщательного иконографического анализа.
Над дверью в интерьере сохранилась оригинальная надпись латинскими гекзаметрами. Дендрохронологическое и радиоуглеродное исследования подтвердили, что древесина, использованная для дверных панелей, относится к началу V века, поэтому резьба могла датироваться временами правления Селестина I (421—431) или Сикста III (431—440).

## Титулярная церковь
Церковь Святой Сабины является титулярной церковью, кардиналом-священником с титулом Санта-Сабина с 29 января 1996 года по 8 августа 2022 года, до своей смерти, являлся словацкий кардинал Юзеф Томко.

## Галерея

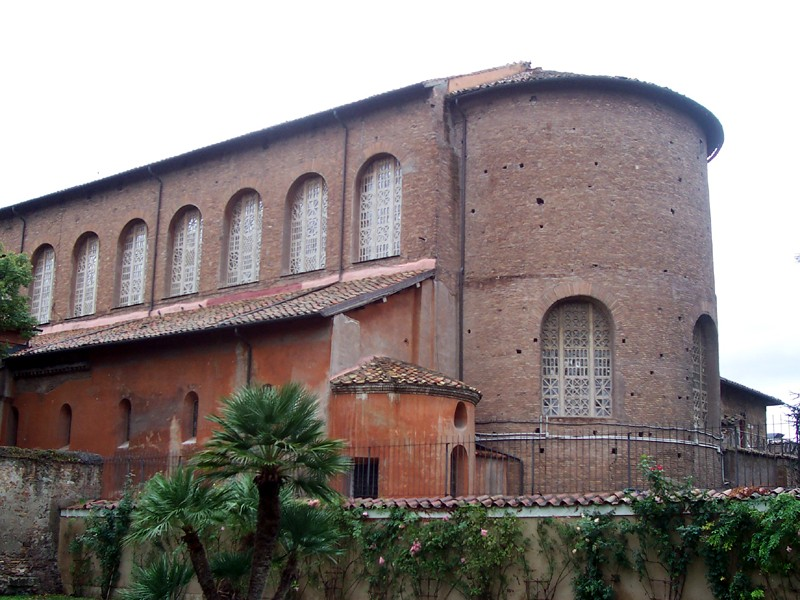
Базилика Санта-Сабина. Вид с юго-востока
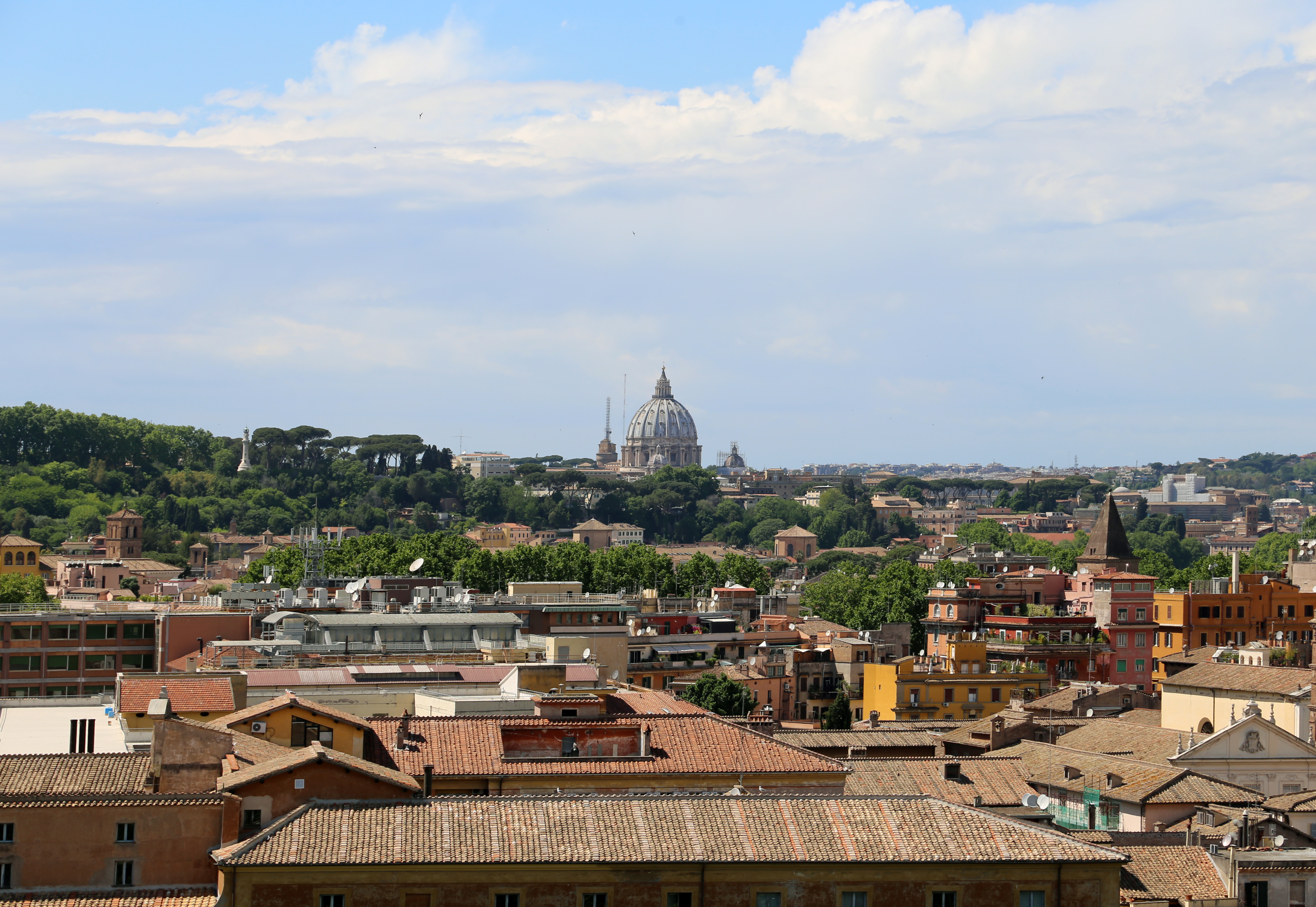
Вид с Авентинского холма на собор Святого Петра
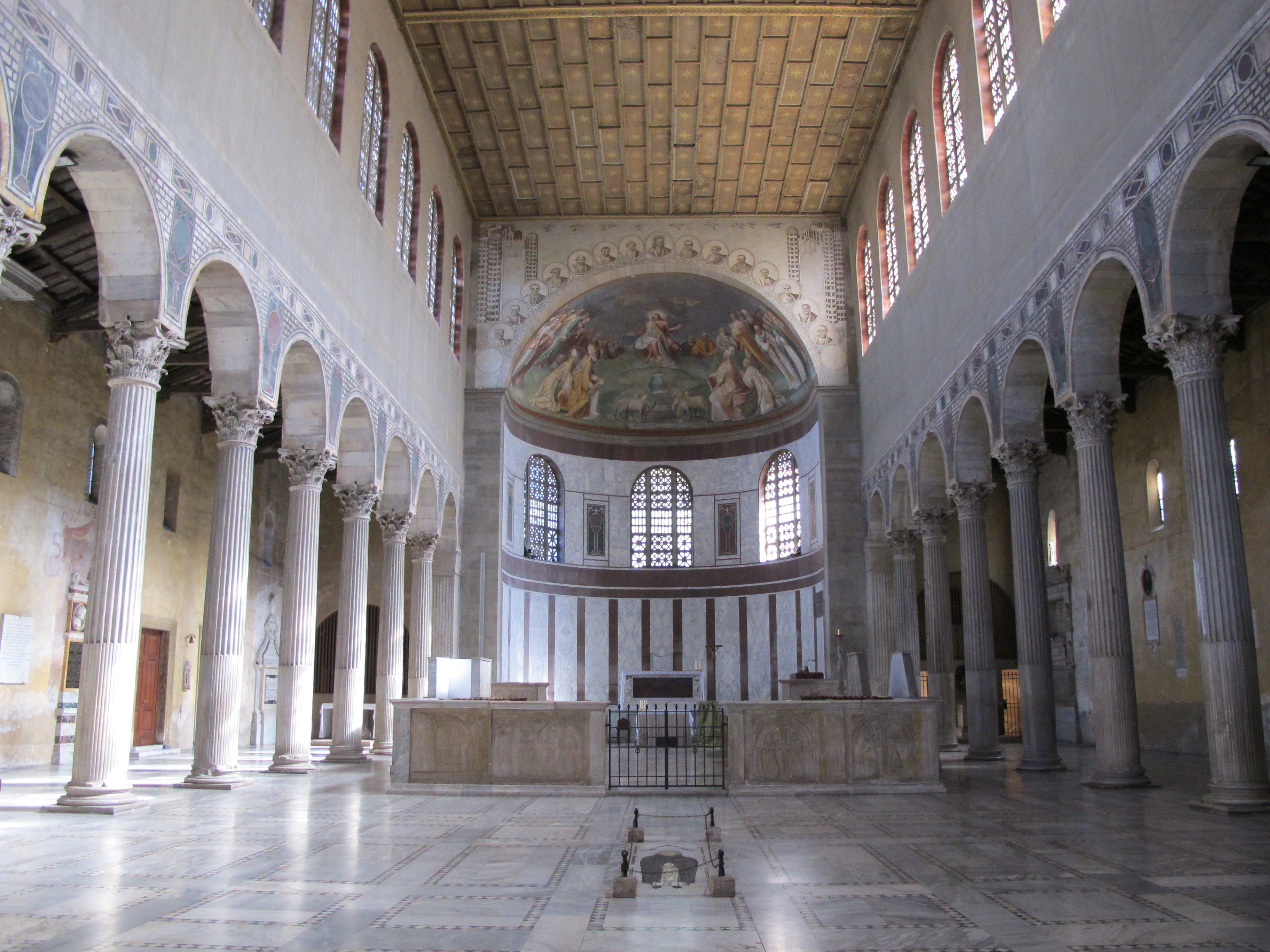
Интерьер
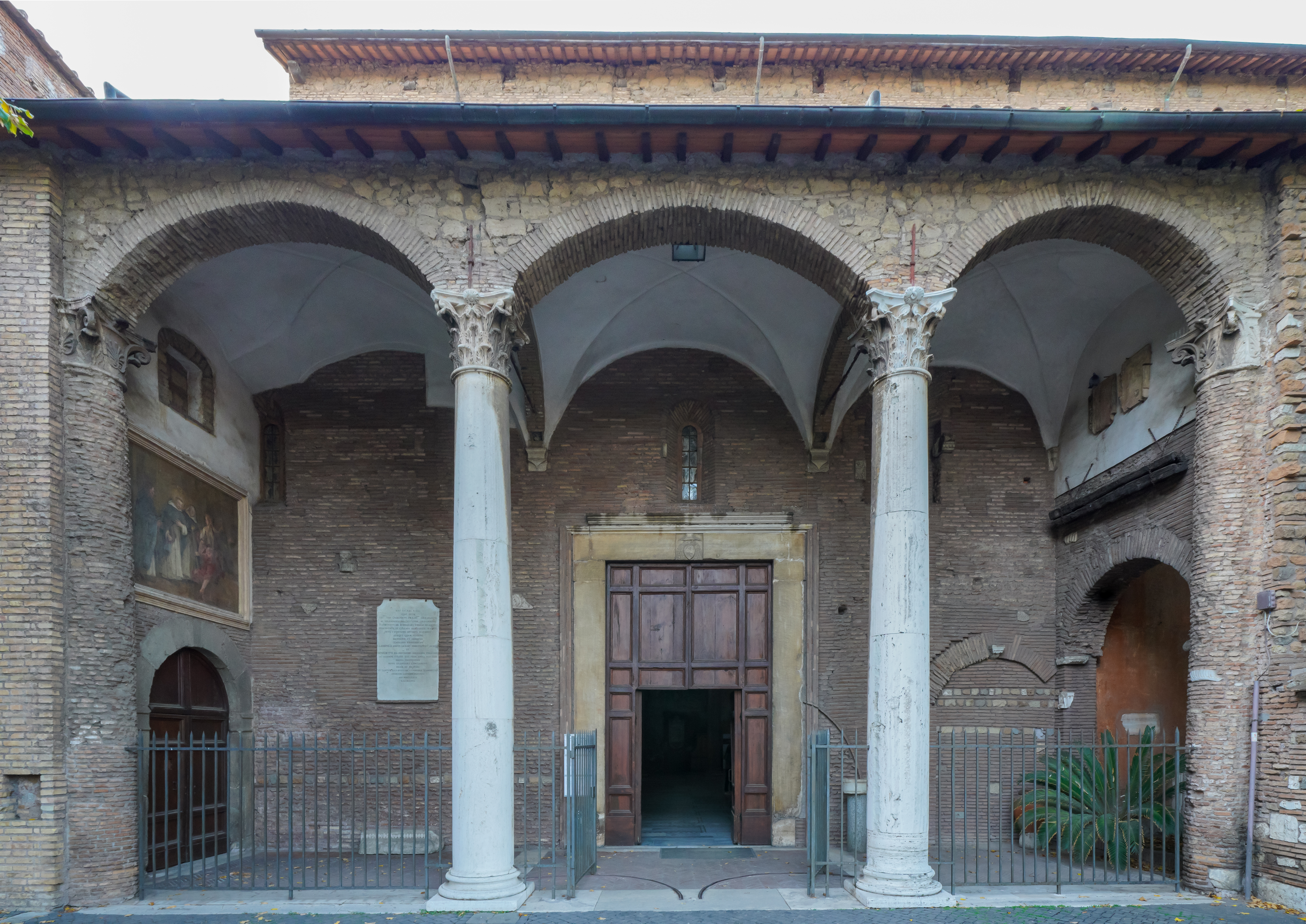
Южный фасад церкви с аркадой XVI века
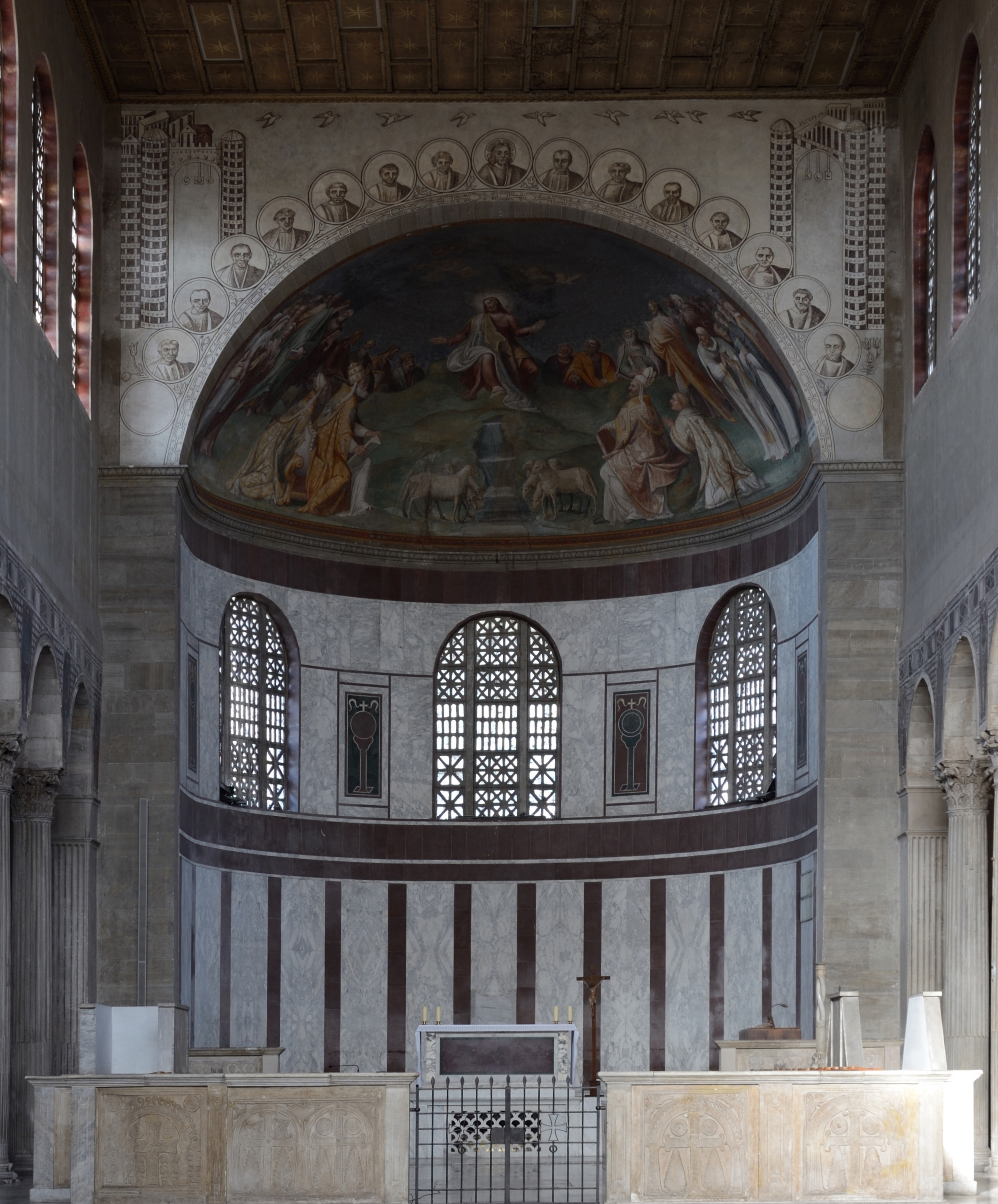
Апсида
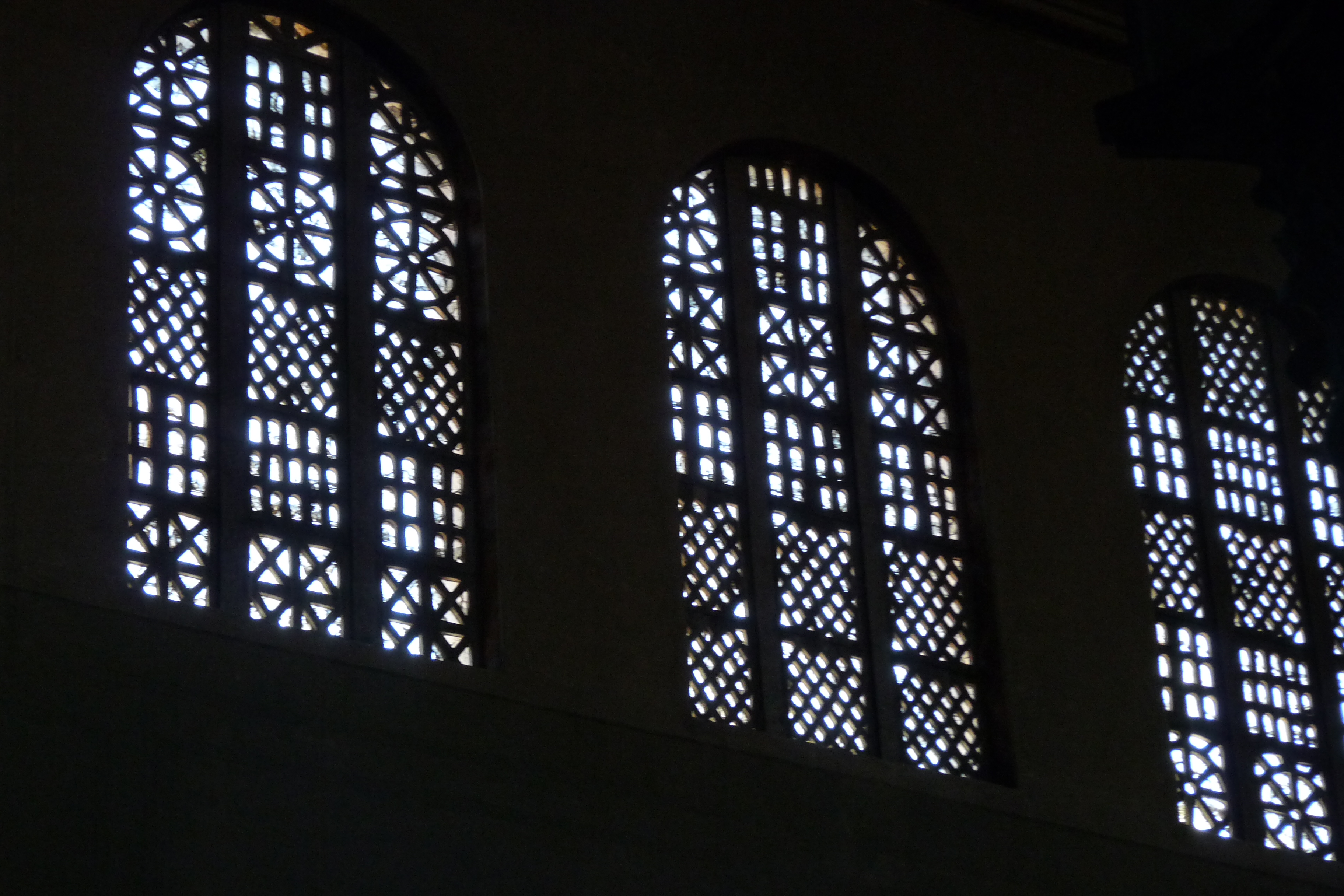
Окна главного нефа
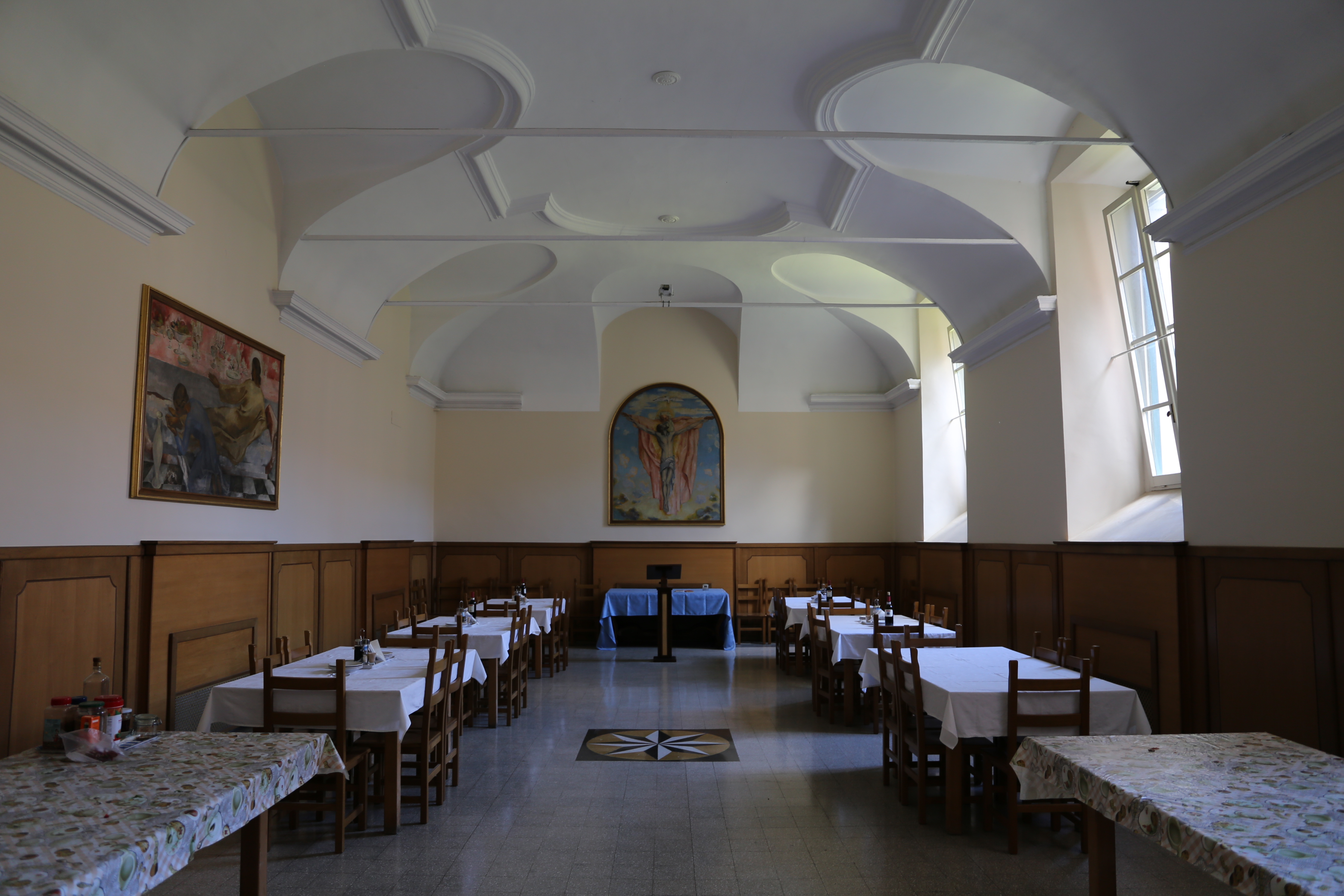
Монастырь Санта-Сабина. Рефекторий
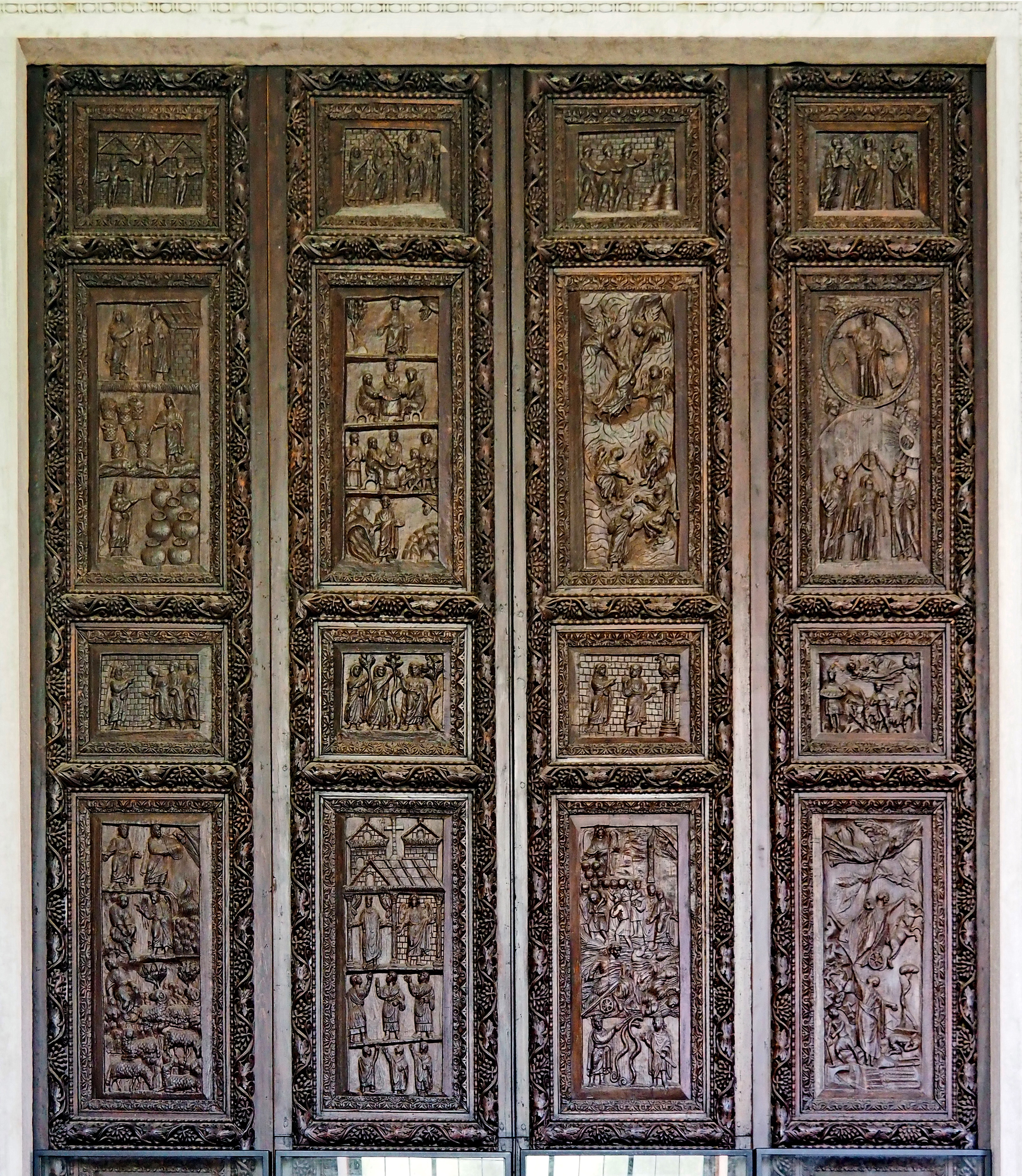
Двери Санта-Сабина
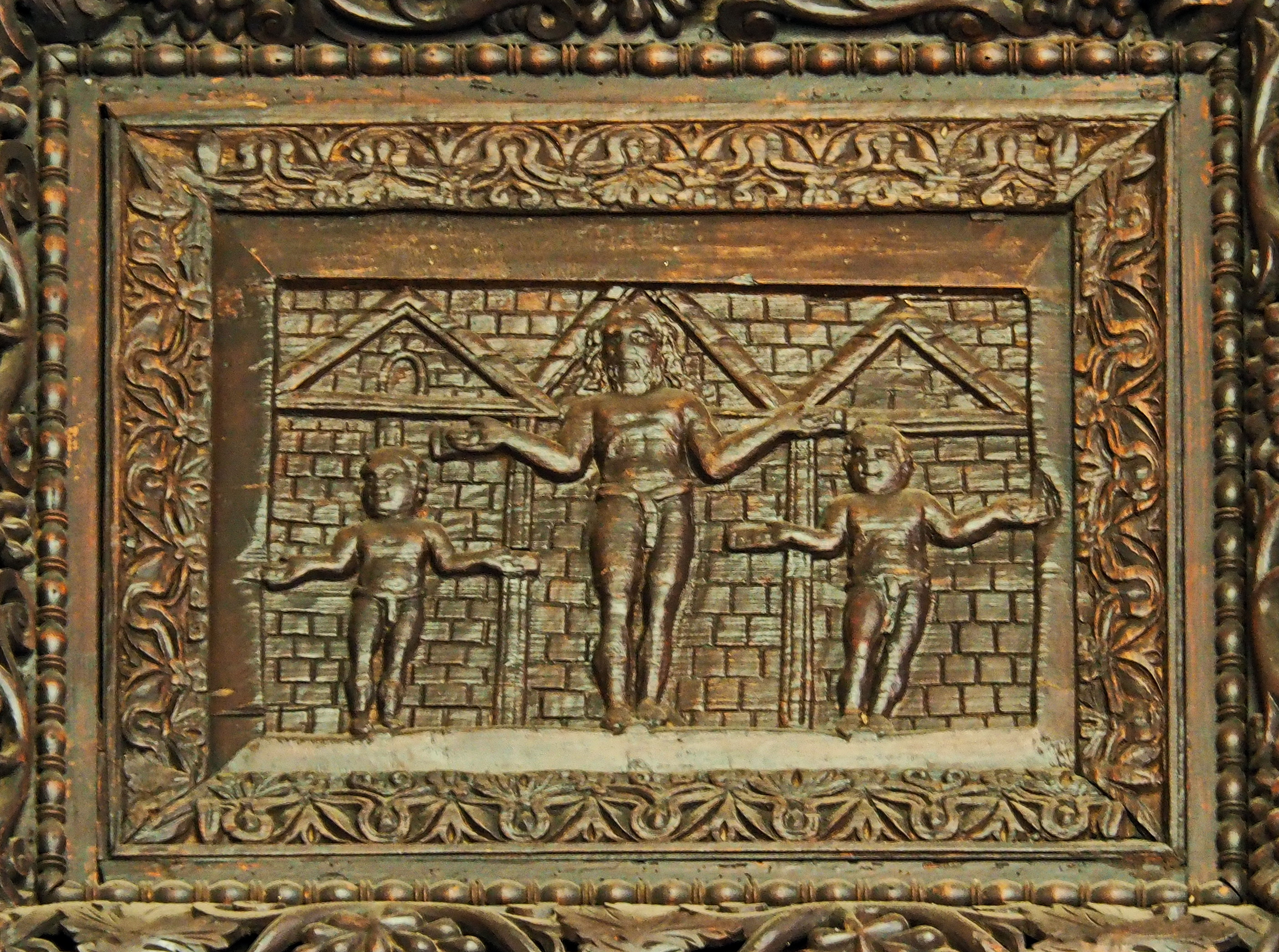
Двери Санта-Сабина. Панель «Распятие с двумя разбойниками»